# Снежина, Елена
Елена Снежина (настоящие имя и фамилия — Елена Янкова Кирчева) (14 марта 1881, Карлово , Восточная Румелия — 6 декабря 1944, Белово, Третье Болгарское царство) — болгарская драматическая актриса
 театра и кино.

## Биография
Училась театральному искусству во МХАТе у режиссёров и театральных педагогов Константина Станиславского и Владимира Немировича-Данченко.
В 1905—1906 годах выступала в труппах Свободного театра, первого постоянно действующего профессионального театра оперетты Болгарии и Национального театра имени Ивана Вазова (1906—1944).
Играла в пьесах Шекспира, Шиллера, Э. Ростана, А. Н. Островского, Чехова, Г. Ибсена, Друмева, А. Корнейчука, П. Яворова и других
Снималась в кино с 1921 года.
Муж — актёр Атанас Кирчев, вместе с которым была одним из основателей Национального театра имени Ивана Вазова

## Фильмография
- Дьявол в Софии (1921)
- Могилы без крестов (1931)
- Грамада (1935)
- Росица (1944)

## Галерея

Фотографии
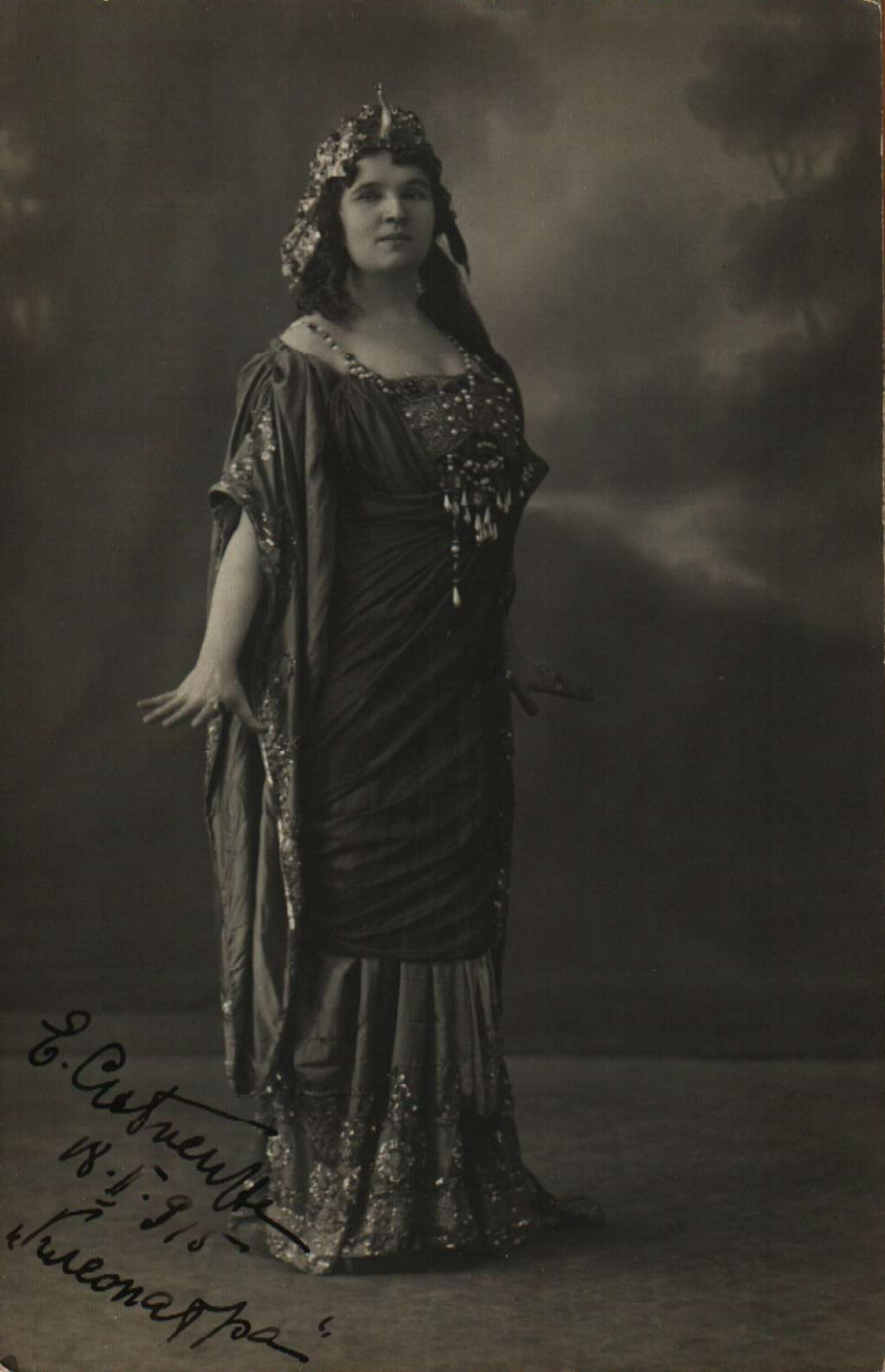
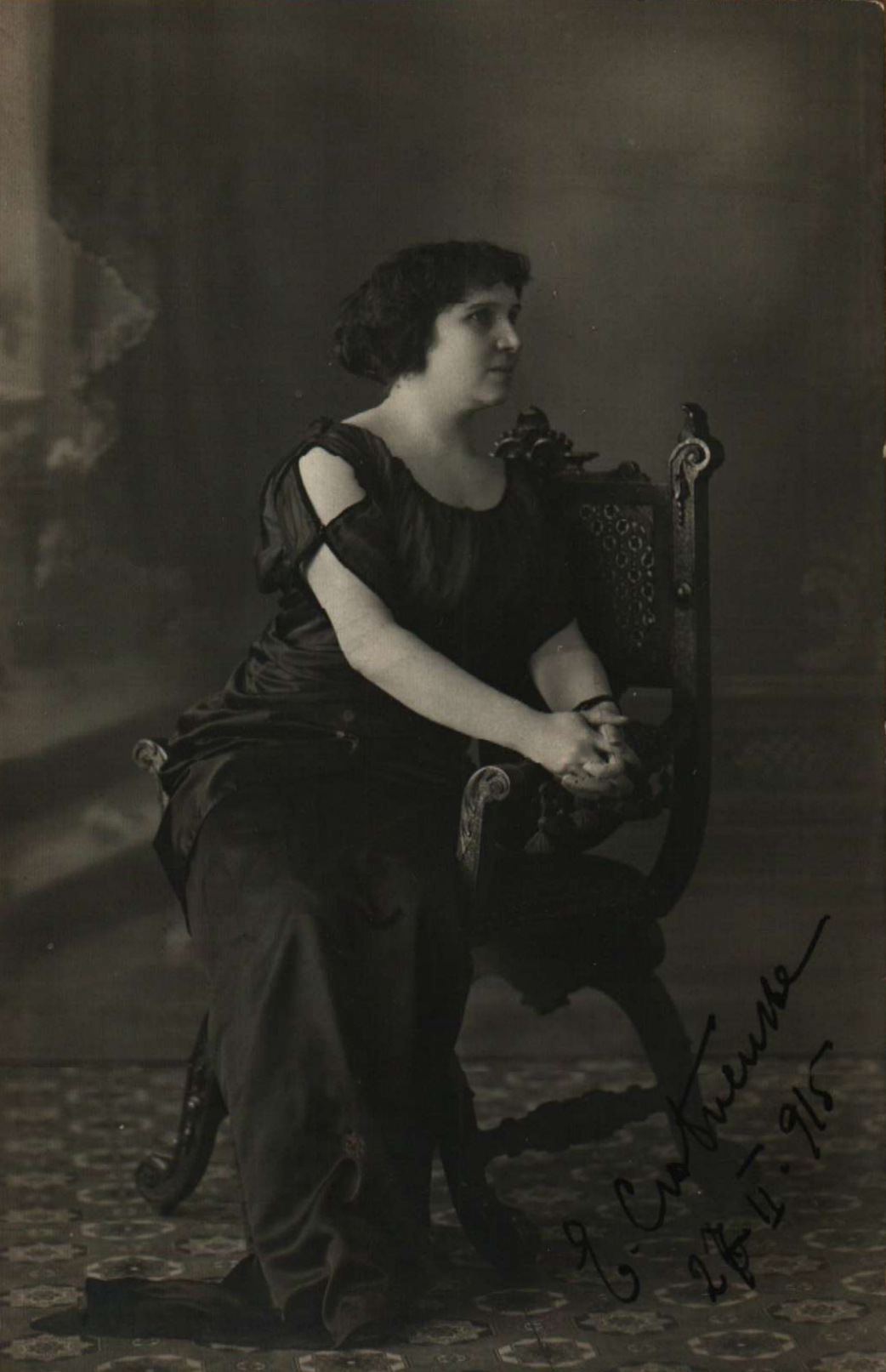
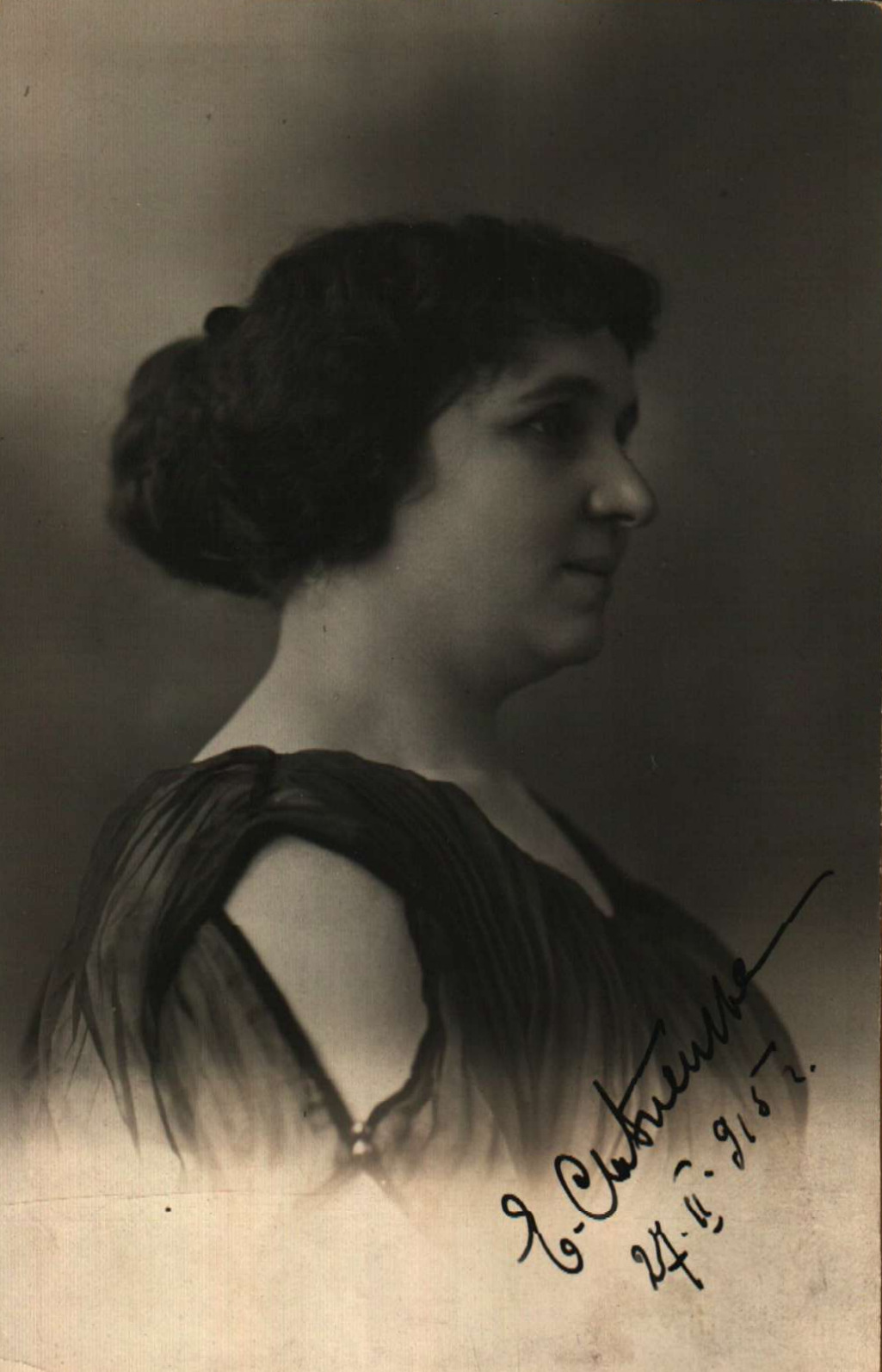
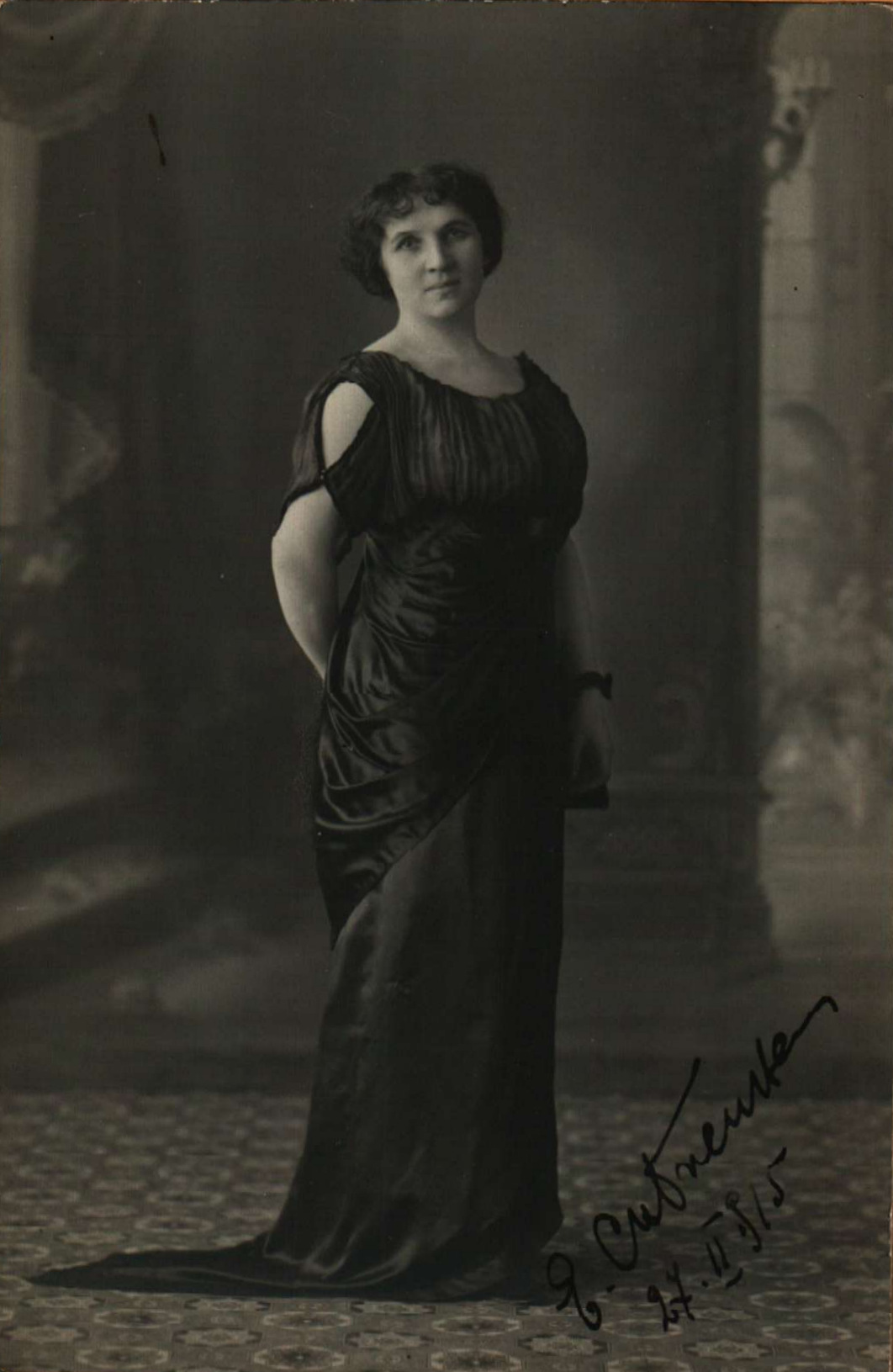
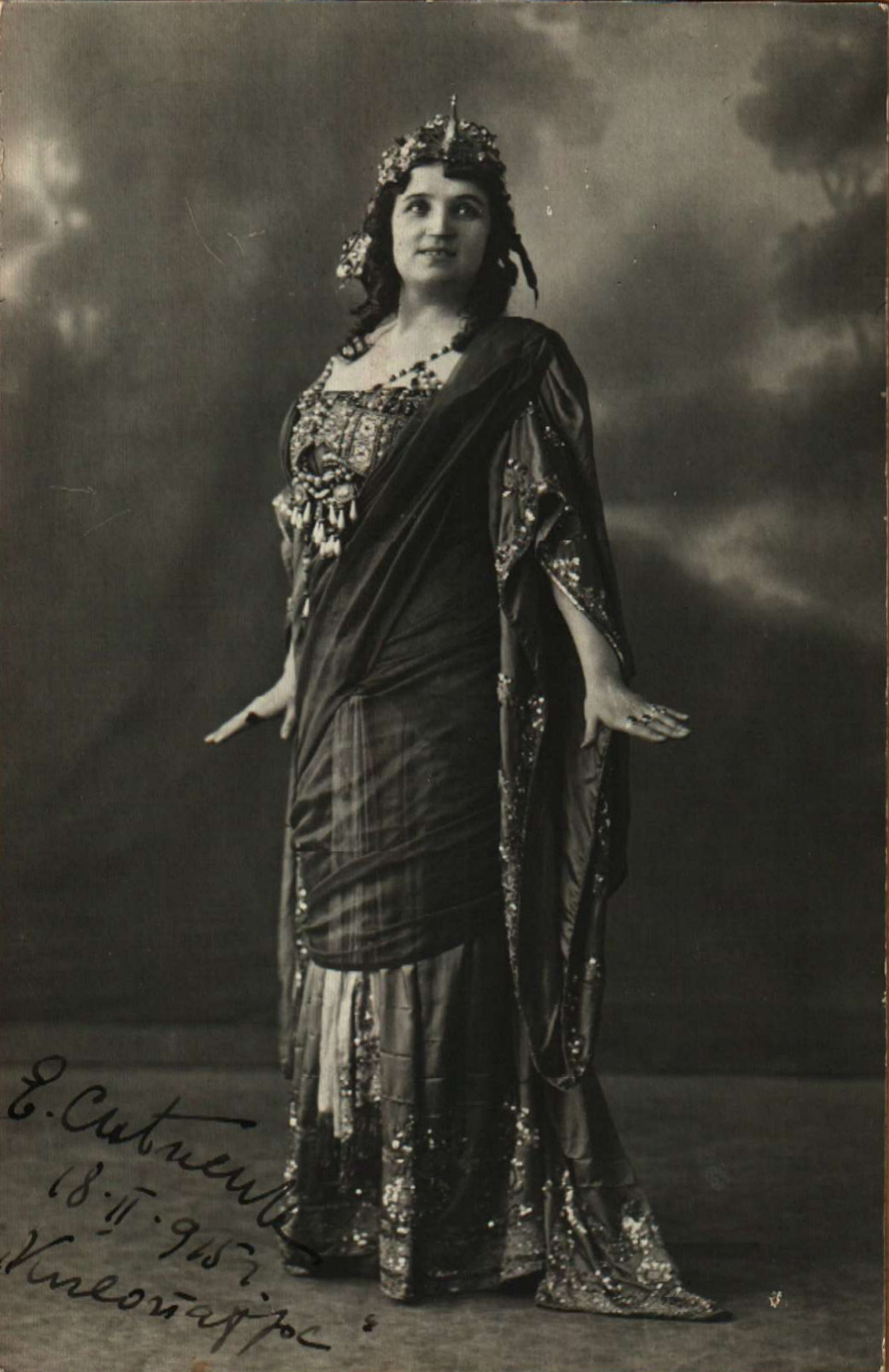